# Нкоола
Нкоо́ла (англ. Nkoola) — традиційна громада у складі дистрикту Мачинга Південного регіону Малаві.
Населення — 54169 осіб (2018).